# جابر بن عبد الله بن رئاب
جابر بن عبد الله بن رئاب صحابي من الأنصار من بني عبيد بن عدي من الخزرج، كان من الستة الذين أسلموا قبل بيعة العقبة الأولى، كما شهد مع النبي محمد المشاهد كلها. ولجابر رواية للحديث النبوي، وروى عنه عبد الله بن عباس.